# Sankt Magnus
Magnus Erlendsson (eller Sankt Mogens), født omkring 1075, død 16. april 1115 eller 1117, var jarl af Orkneyøerne fra 1108 til 1115. Han var søn af Orkney-jarlen Erlend Torfinnsson og dennes hustru Thora.

## Død
Magnus fik jarldømmet over det halve af Orkneyøerne af kong Øystein, mens Magnus' fætter Håkon Pålsson styrede den anden halvdel. De kom snart i konflikt med hinanden. Ved et forligsmøde i 1115 blev Magnus slået ihjel. Han blev begravet på stedet, hvor han blev dræbt, men siden blev de jordiske rester på moderens foranledning flyttet til kirken Christchurch i byen Birsay.[kilde mangler]

## Helgenkåring
Efter en tid begyndte der at gå rygter om mirakler ved Magnus' grav. Han blev helgenkåret i 1136. Sankt Magnuskatedralen i Kirkwall er bygget til hans minde, men derudover er der tyve andre kirker spredt ud over Europa, som er dedikeret Magnus.[kilde mangler]

## Sankt Mogens
Mogens er det danske navn for Magnus. Orkneyøerne hørte til Danmark-Norge indtil 1468. Christian 1. pantsatte øerne til Skotland, men pantet blev aldrig indfriet. Denne helgen har to mindedage, 15. april og 12. december, der har været højtideligholdt i hele Norden. Der findes en Skt. Mogens' Kilde ved Mogenstrup Kro ved Præstø, og i Viborg ligger Sct. Mogens Gade. Mogenstrup er i 1277 skrevet som Magnstorp og i 1321-23 Magnestorp.

## Melodi Grand Prix
Vindersangen ved det danske Melodi Grand Prix 2018, 'Higher Ground' sunget af Jonas Flodager Rasmussen, var baseret på et sagn om Magnus Erlendsson.